# Rudnik (dopływ Kamiennej)
Rudnik (Ostrosz, niem. Rote Floss) – potok, prawy dopływ Kamiennej.
Potok płynie w Sudetach Zachodnich w zachodniej części Karkonoszy, w zachodniej części Pogórza Karkonoskiego po granicie i jego zwietrzelinie. Jego źródła znajdują się w Michałowicach. Płynie na północny zachód, początkowo po płaskim terenie, później stromo w dół, wcinając się głęboką doliną pomiędzy Płoszczaniem na południu a Drewniakiem i Złotym Widokiem na północy. Uchodzi do Kamiennej na południe od Szklarskiej Poręby Dolnej.
Dolna część zlewni Rudnika porośnięta jest górnoreglowymi lasami świerkowymi. Doliną Rudnika biegnie zielony szlak turystyczny ze Szklarskiej Poręby Górnej przez Wodospad Szklarki do Jagniątkowa przez Grzybowiec, który w górnym biegu Rudnika, w Michałowicach przecina się z niebieskim szlakiem z Piechowic na Przełęcz pod Śmielcem.